# Buckholts
La ville de Buckholts est située dans le comté de Milam, dans l’État du Texas, aux États-Unis. Sa population s’élevait à 515 habitants lors du recensement de 2010, estimée à 519 habitants en 2016.